# Armatocereus
Armatocereus (del llatí armatus, armat i cereus, ciri) és un gènere de cactus. Són naturals de Sud-amèrica, (Colòmbia, l'Equador, Perú) amb 20 espècies.

## Descripció
Aquestes espècies tenen les flors blanques amb ovaris més o menys espinosos. Els fruits són majoritàriament espinosos. Són cultivades com a planta ornamental.

## Taxonomia
El gènere va ser descrita per Curt Backeberg i publicat a Blätter für Kakteenforschung 1938(6): [21]. 1938. L'espècie tipus és:  Armatocereus laetus (Kunth) Backeb
Etimologia
Armatocereus: nom genèric que deriva de les paraules armato = "armat" i cereus = espelmes, ciris", en referència a les seves columnes espinoses.
| - Armatocereus arboreus - Armatocereus arduus - Armatocereus balsasensis - Armatocereus brevespinus - Armatocereus brevispinus - Armatocereus cartwrightianus - Armatocereus churinensis - Armatocereus ghiesbreghtii - Armatocereus godingianus - Armatocereus humilis | - Armatocereus jungo - Armatocereus laetus - Armatocereus mataranus - Armatocereus matucanensis - Armatocereus neolaetus - Armatocereus oligogonus - Armatocereus procerus - Armatocereus rauhii - Armatocereus riomajensis - Armatocereus rupicola |